# Spectrum Urologie
SPECTRUM Urologie ist eine österreichische Fachzeitschrift für Urologie der MedMedia Verlag und Mediaservice GmbH.

## Geschichte
Spectrum Urologie wurde 2010 unter der Herausgeberschaft von Karl Dorfinger, erstmals aufgelegt. Nach zwei Ausgaben jährlich wurde 2013 die Zahl auf dreimal jährlich erhöht. Seit 2013 ist das Fachmedium auch das offizielle Organ des Berufsverbands der Österreichischen Urologen (bvU). 2016 wurde die Zahl der Ausgaben auf 4 × jährlich erhöht. Ab der 1. Ausgabe 2018 wurde Wolfgang Loidl, Abteilung für Urologie und Andrologie, Ordensklinikum Linz, als weiterer Herausgeber betraut.

## Inhalt
Als Sekundärliteratur wird Marktkommunikation der pharmazeutischen Industrie betrieben und es werden insbesondere innovative Therapien beworben. Neben Urologen adressiert Spectrum Urologie auch Gynäkologen und Allgemeinmedizinern. Neben Übersichtsartikeln enthält es eine Kongress-Berichterstattung und standespolitische Informationen. In Kooperation mit der Medizinischen Kontinenzgesellschaft Österreich werden dreimal jährlich die MKÖ-News veröffentlicht.
Die Zeitschrift ist in der elektronischen Zeitschriftendatenbank für Mediziner verfügbar.